# 海军编年史
《海军编年史》是1799年1月到1818年12月发行的英国月刊，专门登载英国皇家海军的信息，包含有关航海主题的人物传记，历史，新闻，论文，还有各类相关题材的诗歌。创办人是詹姆斯·斯坦尼尔·克拉克和约翰·麦克阿瑟。